# Cung thiếu nhi

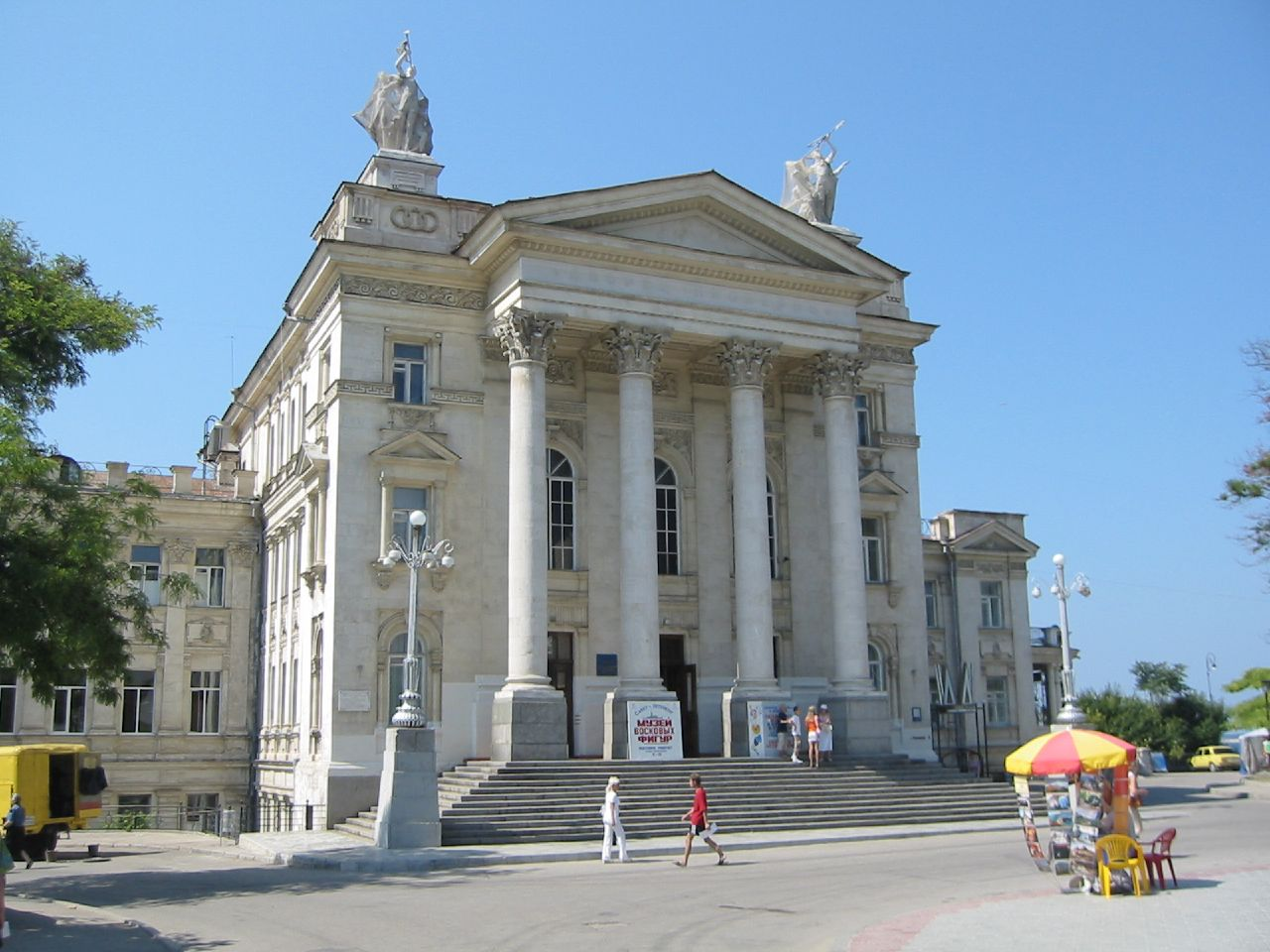
Cung thiếu nhi tại thành phố cảng Sevastopol

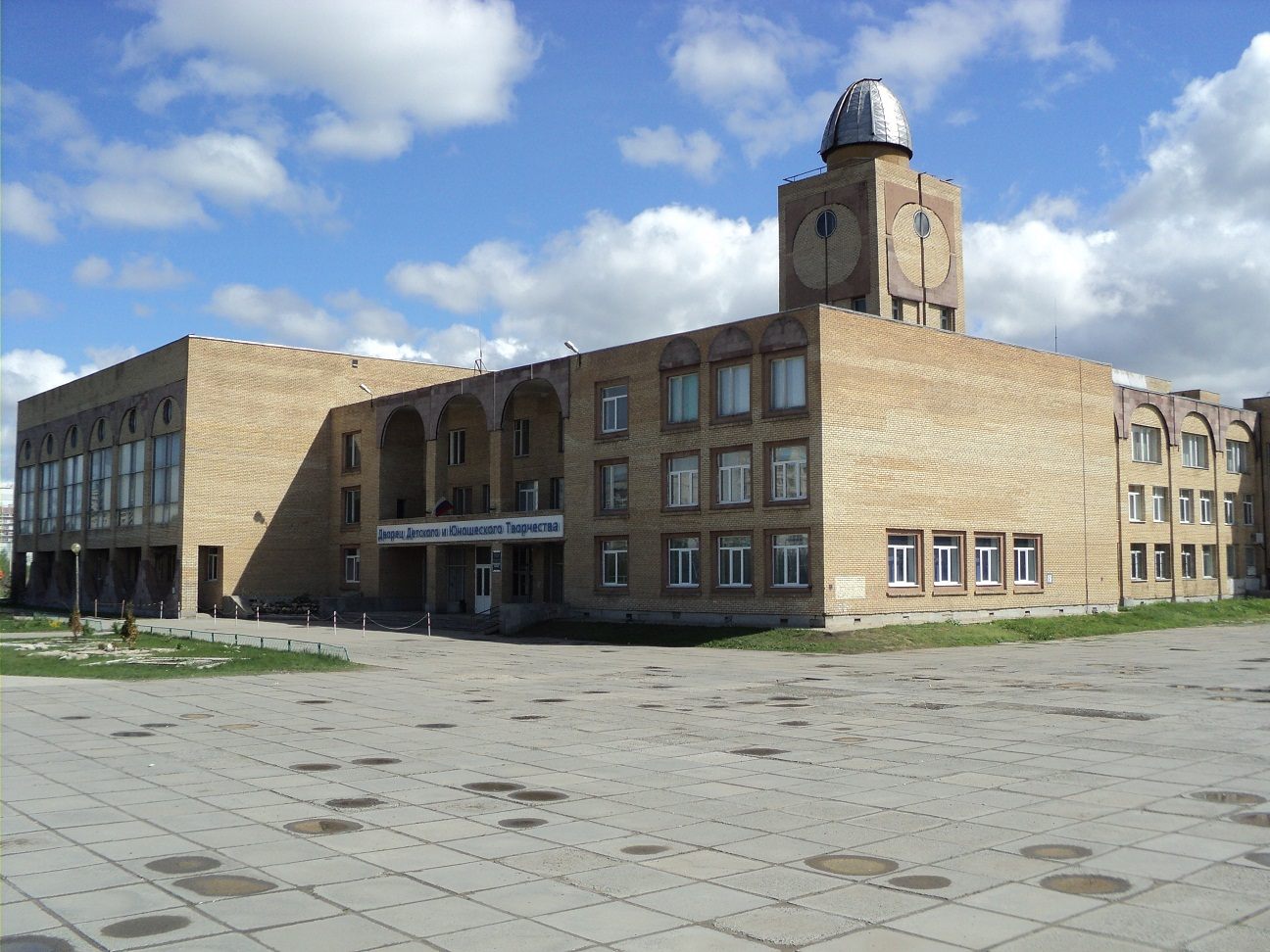
Cung thiếu nhi tại thành phố Tolyatti, nước Nga

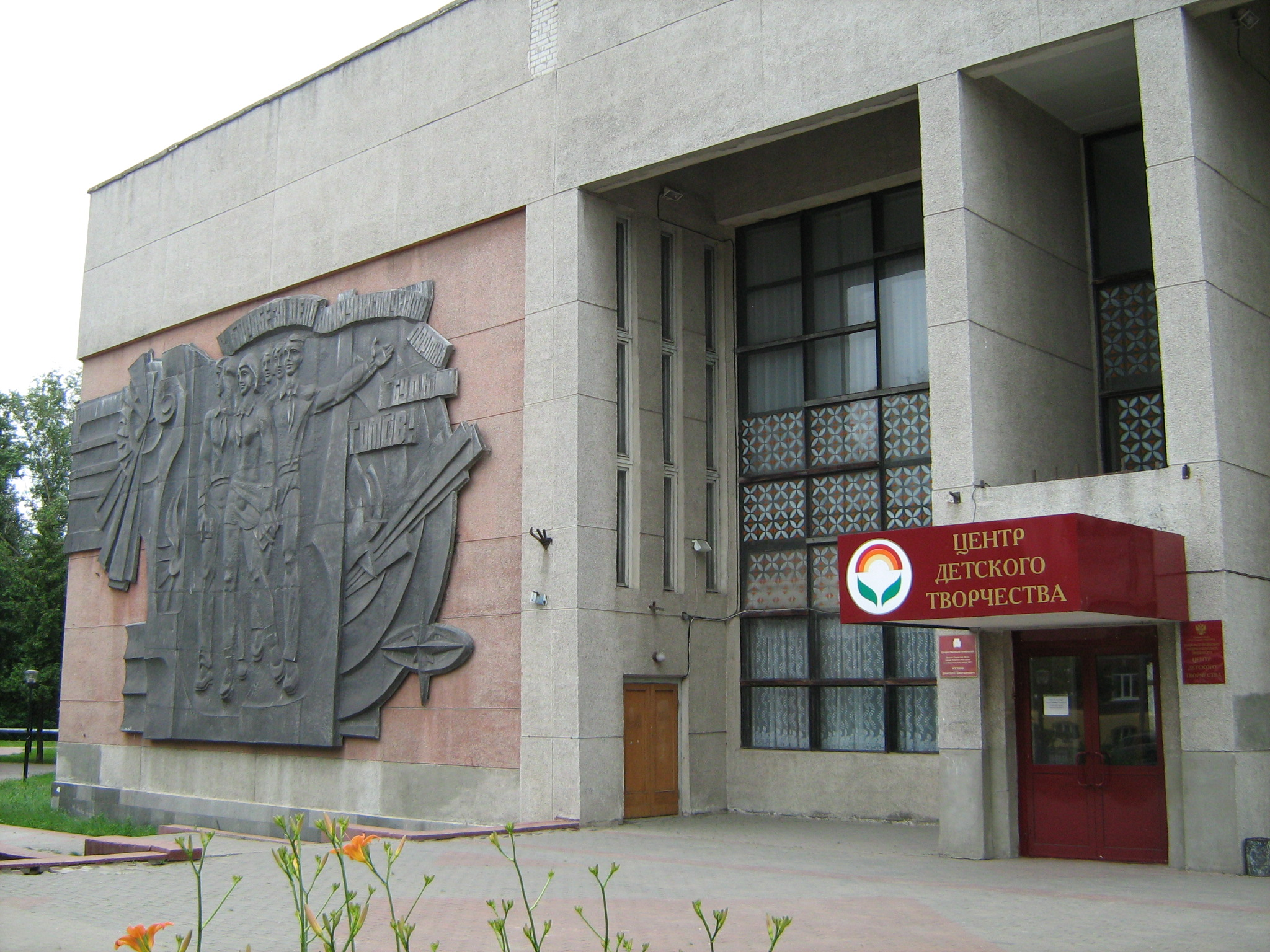
Cung thiếu nhi cũ tại quận đô thị Sormovo nước Nga, nay đổi tên thành "Trung tâm Hoạt động Sáng tạo Thiếu nhi"

Cung thiếu nhi (tiếng Nga: Дворец пионеров), đôi khi còn chỉ đến cung thanh thiếu nhi hay cung thanh thiếu niên, là các trung tâm giới trẻ chuyên phục vụ những hoạt động nghệ thuật sáng tạo, huấn luyện thể thao và cả hoạt động ngoại khóa của Đội thiếu niên tiền phong và trẻ em tuổi đến trường. Cung thiếu nhi khởi nguồn từ Liên Xô cũ và có mặt ở hầu khắp các nước thuộc hệ thống Xã hội chủ nghĩa ngày trước cũng như bây giờ, trong đó có Việt Nam. Kể từ sau sự sụp đổ của Khối phía Đông và bản thân nhà nước Liên Xô, cung thiếu nhi đã được chuyển đổi thành các cơ sở phi chính trị hóa dành cho hoạt ngoại khóa của giới trẻ.